# Mando de Apoyo Logístico del Ejército de Tierra de España

El Mando de Apoyo Logístico (MALE) es el órgano del Apoyo a la Fuerza responsable en el ámbito del Ejército de Tierra español de la dirección, inspección y coordinación en materia de adquisiciones, abastecimiento, mantenimiento, transportes e infraestructura y sistemas. Asesora al Jefe del Estado Mayor del Ejército de Tierra en estas materias y le corresponde, asimismo la administración de los recursos financieros que tenga asignados.
A comienzos de 2015 su estructura fue objeto de una reorganización iniciada meses antes para lograr una gestión más integrada, una mayor adaptación a las necesidades logísticas actuales y un seguimiento más estrecho de los materiales adquiridos durante toda su vida útil.
El MALE depende funcionalmente de la Dirección General de Armamento y Material (DGAM) en materias de adquisiciones, abastecimiento, mantenimiento, transportes y sistemas.
El MALE se articula en una Jefatura y dos direcciones:
- Jefatura del MALE (JEMALE).
- Dirección de Adquisiciones (DIAD).
  - Subdirección de Sistemas de Armas (SUBSAR).
  - Subdirección de Suministros y Servicios (SUBSUSER).
  - Sección de Enlace y Apoyo a Programas (SEAPRO).
- Dirección de Integración de Funciones Logísticas (DINFULOG).
  - Subdirección de Gestión Logística (SUBGESLOG).
  - Centro de Gestión del Apoyo Logístico (CEGAL).
  - Centro de Seguimiento de Gestión del Apoyo Logístico (CESEGES).
  - Jefatura de Centros Logísticos (JECELOG).
    - Parque y Centro de Abastecimiento de Material de Intendencia
    - Parque y Centro de Mantenimiento de Material de Transmisiones
    - Parque y Centro de Mantenimiento de Material de Ingenieros
    - Parque y Centro de Mantenimiento de Vehículos Ruedas n.º  1
    - Parque y Centro de Mantenimiento de Vehículos Ruedas n.º  2
    - Parque y Centro de Mantenimiento de Sistemas Acorazados n.º  1
    - Parque y Centro de Mantenimiento de Sistemas Acorazados n.º  2
    - Parque y Centro de Mantenimiento de Sistemas Antiaéreos, Costa y Misiles
    - Parque y Centro de Mantenimiento de Armamento y Material de Artillería
    - Parque y Centro de Mantenimiento de Helicópteros
    - Parque y Centro de Mantenimiento de Sistemas Hardware y Software
    - Unidad de Apoyo Logístico Sanitario